# August Manga Ndumbe Bell

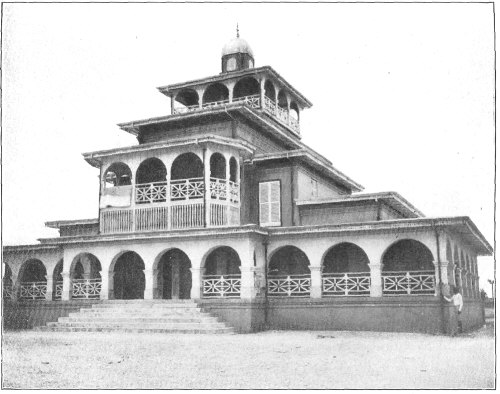
Die „Pagode“, der Palast der Bells

August Manga Ndumbe Bell (* 1851; † 2. September 1908) war König des Duala-Volkes in Kamerun zur deutschen Kolonialzeit.

## Leben

Manga Ndumbe Bell mit seinem Sohn Rudolf 1902 in Berlin

Er war der Sohn von Chief Ndumbe Lobe Bell (auch King Bell; 1839–1897), der 1884 zu den Unterzeichnern des Schutzvertrags mit dem Deutschen Reich gehört hatte. August Manga Ndumbe Bell wurde von 1867 bis 1872 in Bristol ausgebildet, wohin ihn der Baptistenmissionar Alfred Saker mitgenommen hatte. 1888 wurde August Manga Ndumbe Bell für zwei Jahre nach Togo verbannt. Die genauen Gründe sind unbekannt. Nach seiner Rückkehr nach Kamerun legte er jedoch großen Wert auf eine gute Kooperation mit den deutschen Behörden. Nach dem Tod seines Vaters Ndumbe Lobe 1897 übernahm er dessen Position als Oberhaupt der Duala. 1902 leitete er eine Delegation, die nach Deutschland reiste, um sich bei der Regierung in Berlin über Maßnahmen der deutschen Kolonialverwaltung zu beschweren.
Manga Ndumbe Bell war der erste Duala, der Kakaoplantagen anlegte und sich damit wirtschaftlich vom Handel mit dem Hinterland auf die Produktion von Agrargütern umorientierte. Der atlantische Sklavenhandel war etwa seit 1840 verboten und durch den Handel mit Palmöl und anderen Produkten ersetzt worden, aber das Sklavensystem blieb intern bestehen und existierte sogar noch, nachdem die Deutschen die Kontrolle des Landes übernommen hatten. Allerdings waren die Sklavenhalter nach und nach gezwungen, ihre Behandlung der Sklaven zu verbessern, deren Stellung sich zu der von abhängigen Landarbeitern entwickelte. Als Manga Bell seine erste Kakaoplantage anlegen ließ, musste er seinen Sklaven Geschenke machen, um sie davon zu überzeugen, die neue und unbekannte Feldfrucht anzubauen. Während seiner Regentschaft kontrollierten die Bells in der Folge den größten Teil des Kakaohandels der Region.
Im Zentrum von Douala ließ Manga Ndumbe Bell den Palast Palais des rois Bell im damals modernen indischen Kolonialstil erbauen, die sogenannte „Pagode“. Der Palast wurde 1905 fertiggestellt. August Manga Ndumbe Bell starb am 2. September 1908. Sein Nachfolger wurde sein Sohn Rudolf Manga Bell.

Königspalast
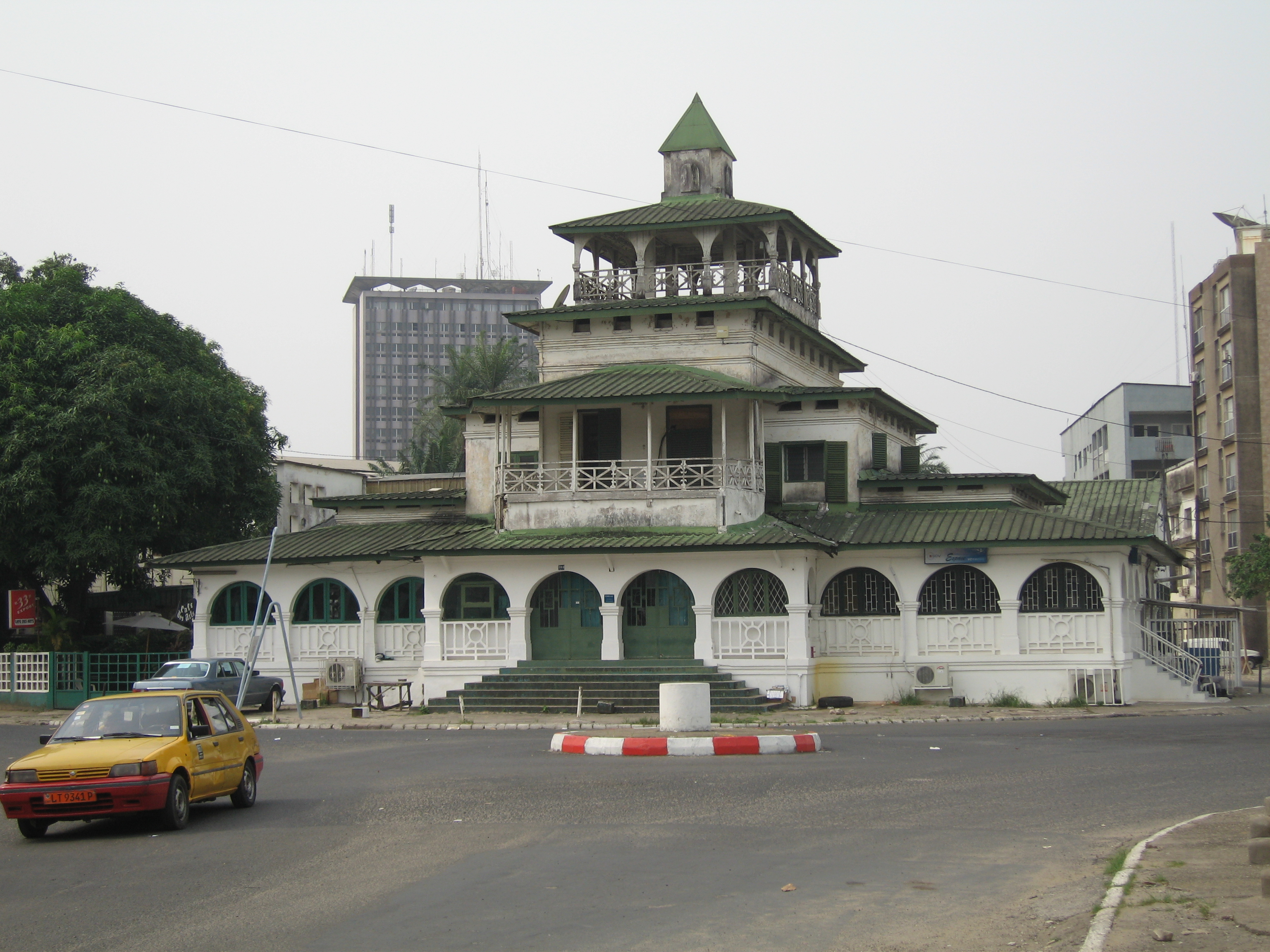
Photo durch Emiliano Gandolfi, 2007.
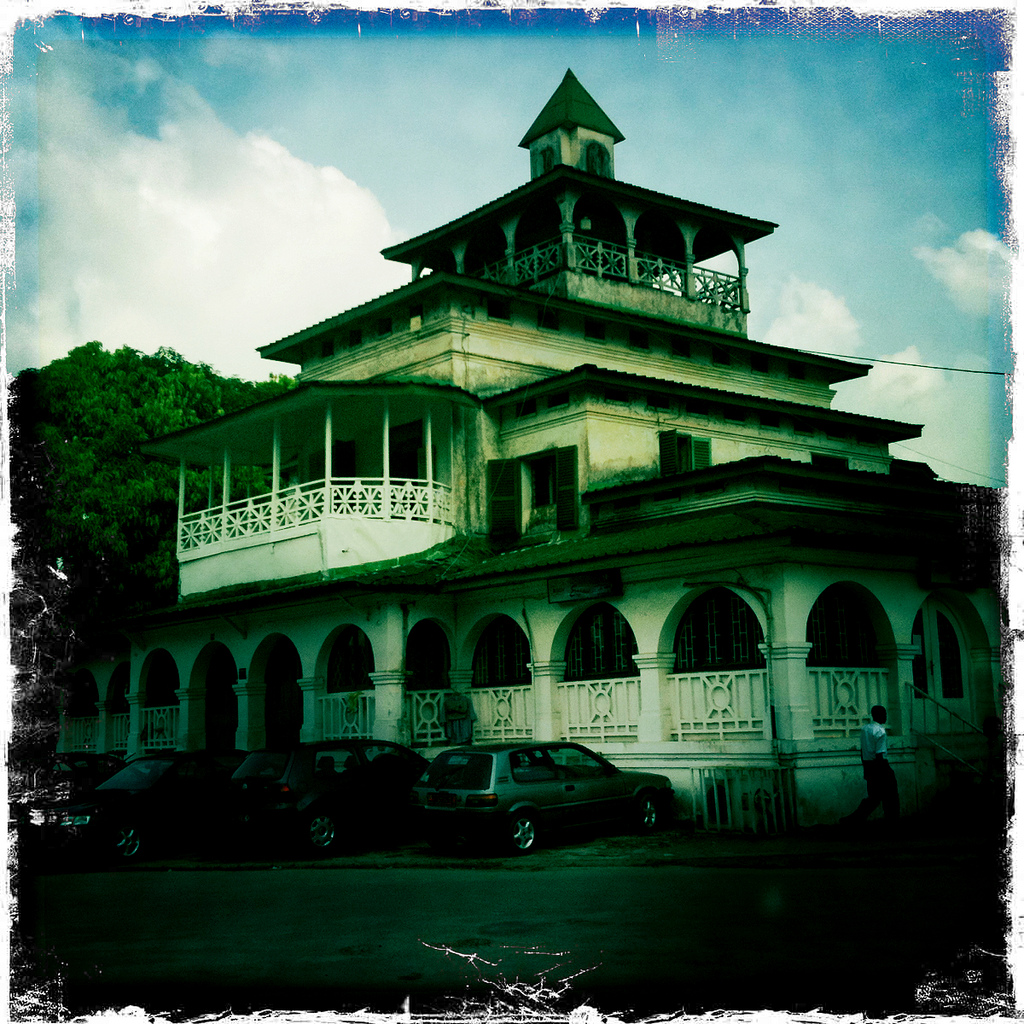
Photo durch Roberto Paci Dalò, 2010.
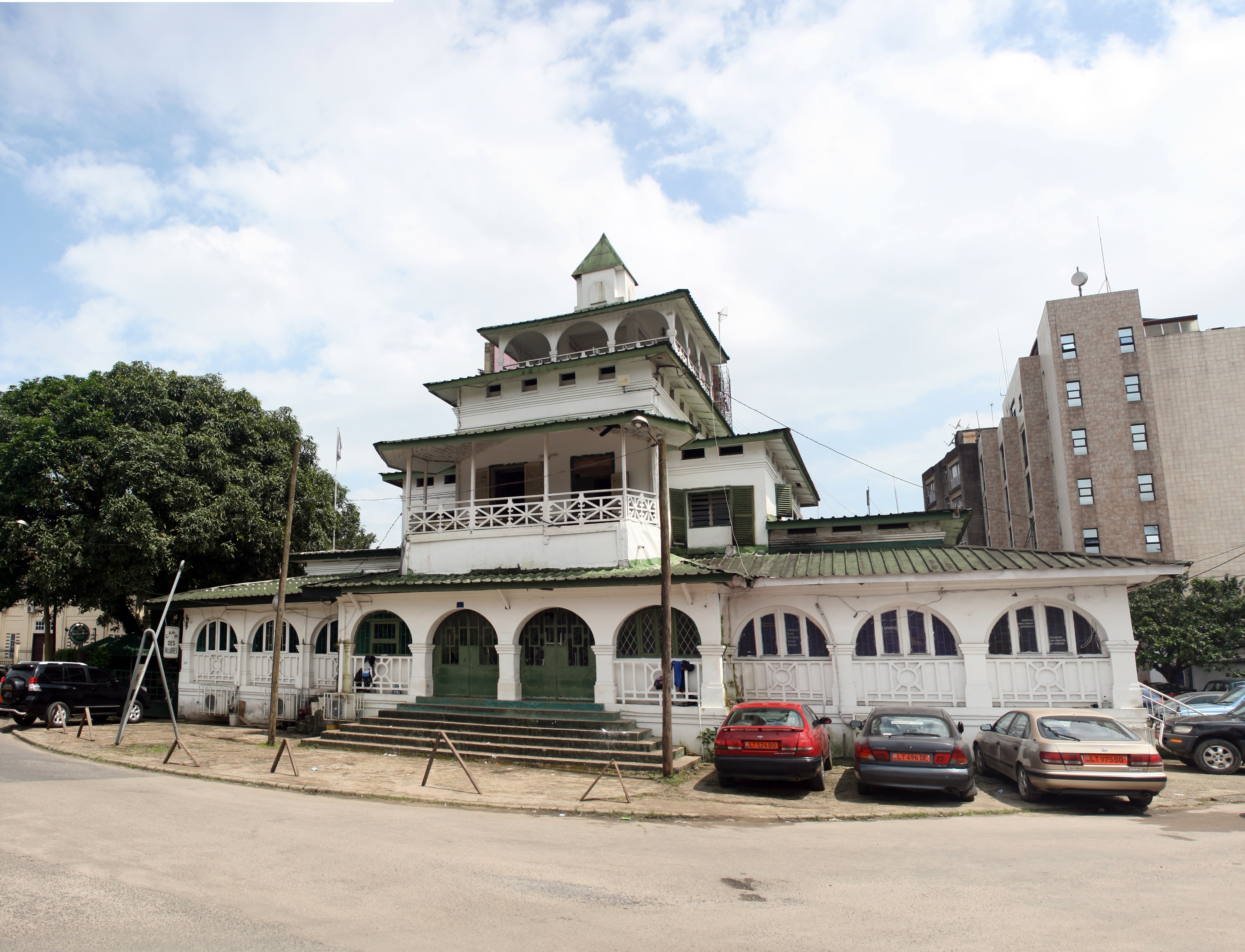
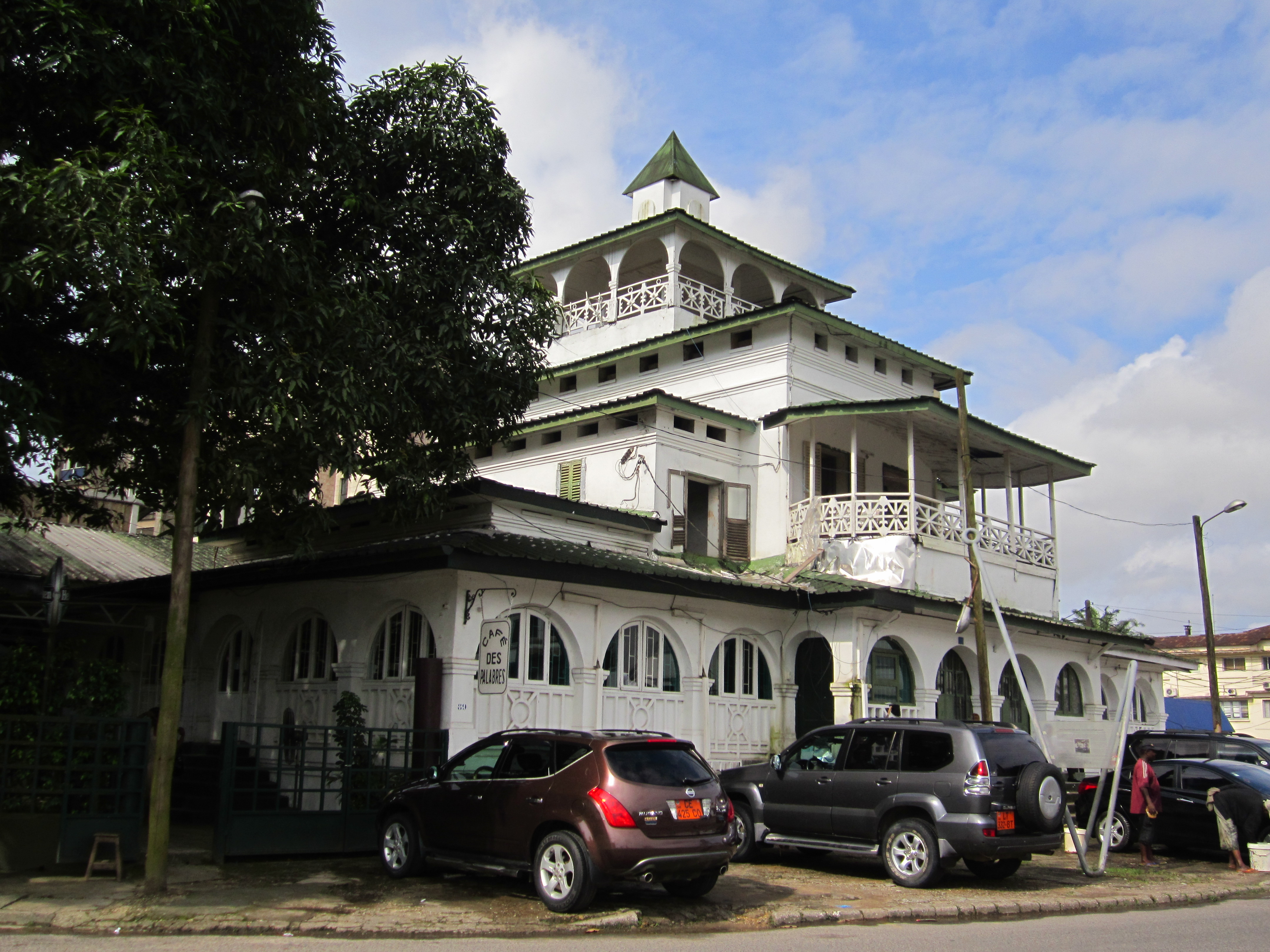
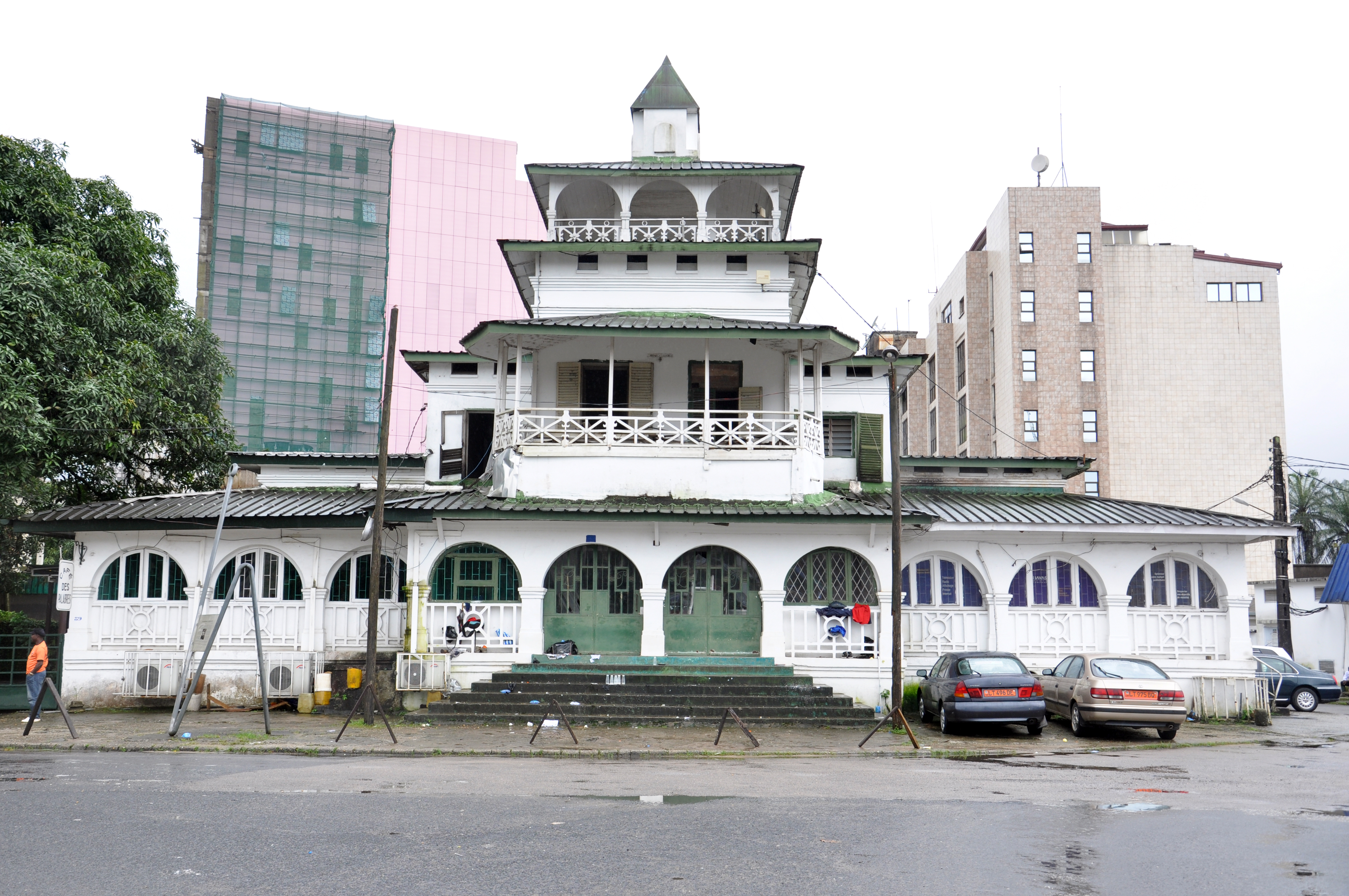
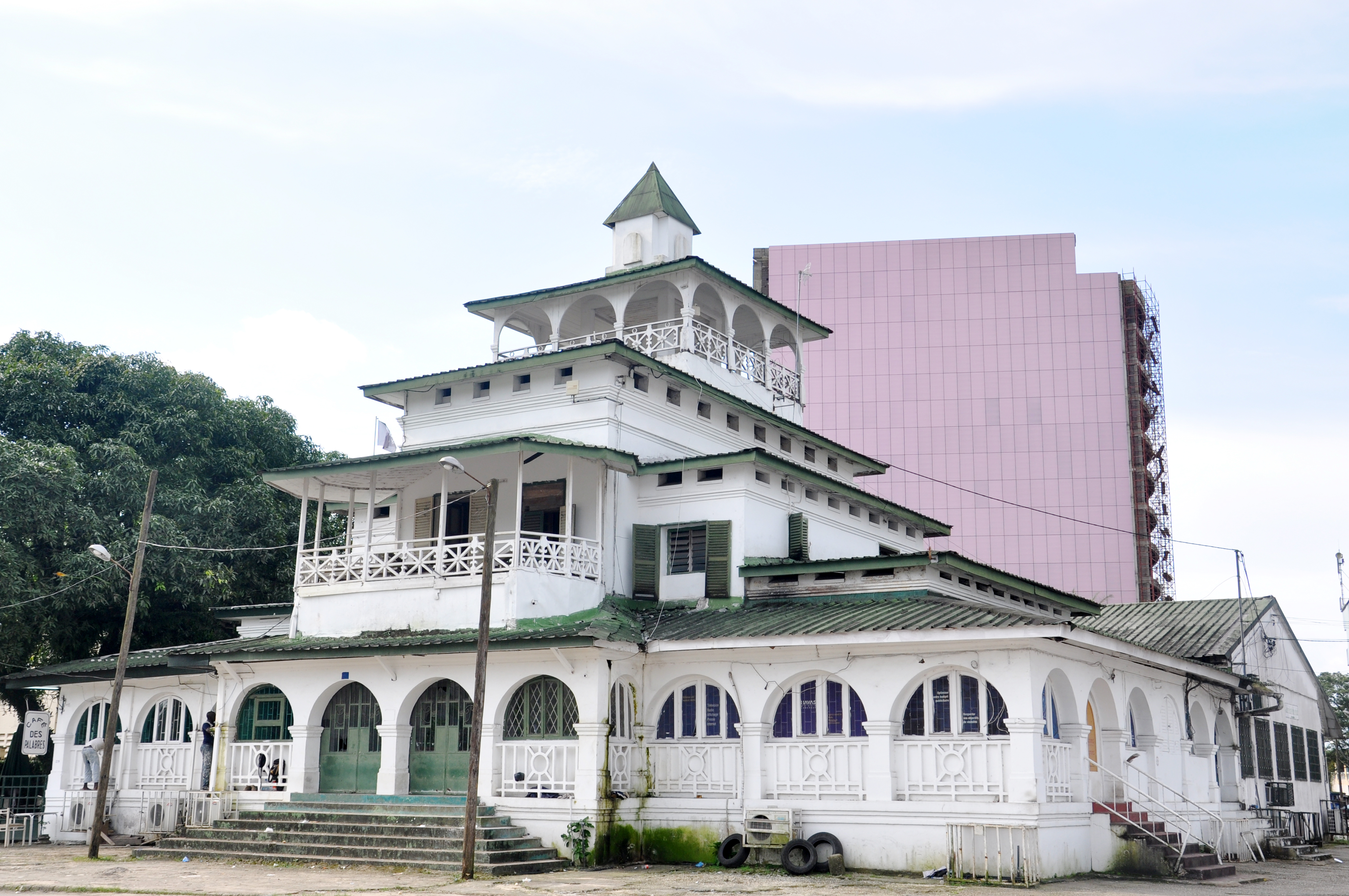